# Balneário Arroio do Silva
Balneário Arroio do Silva es un municipio brasileño del estado de Santa Catarina. Tiene una población estimada al 2021 de 13 782 habitantes.
Fue fundado el 29 de diciembre de 1995, emancipándose de Araranguá.

## Etimología
Su nombre (en español: balneario cauce de Silva) proviene de un cauce (arroyo) cercano de la casa de la familia Silva del lugar.

## Historia
Los primeros asentamientos en el actual municipio datan de principios del 1900, donde las primeras familias se asentaron en el lugar costero. Para la década de 1930 ya había unas 20 casas, muchas propiedad de militares de Río Grande del Sur como casas de campo y pesca.